# Spar Dame
 For alternative betydninger, se Spar Dame (flertydig). (Se også artikler, som begynder med Spar Dame)
"Spar Dame" (russisk: Пиковая дама; Pikovaja dama) er en novelle med overnaturlige elementer skrevet af Aleksandr Pusjkin om menneskelig grådighed. Pusjkin skrev historien i efteråret 1833 i Boldino. Den blev trykt i det litterære magasin Biblioteka dlja Tjtenija i marts 1834.
Novellen danner basis for Tjajkovskijs opera Spar Dame fra 1890, ligesom adskillige film er baseret på historien.